# Pépinières Baumann

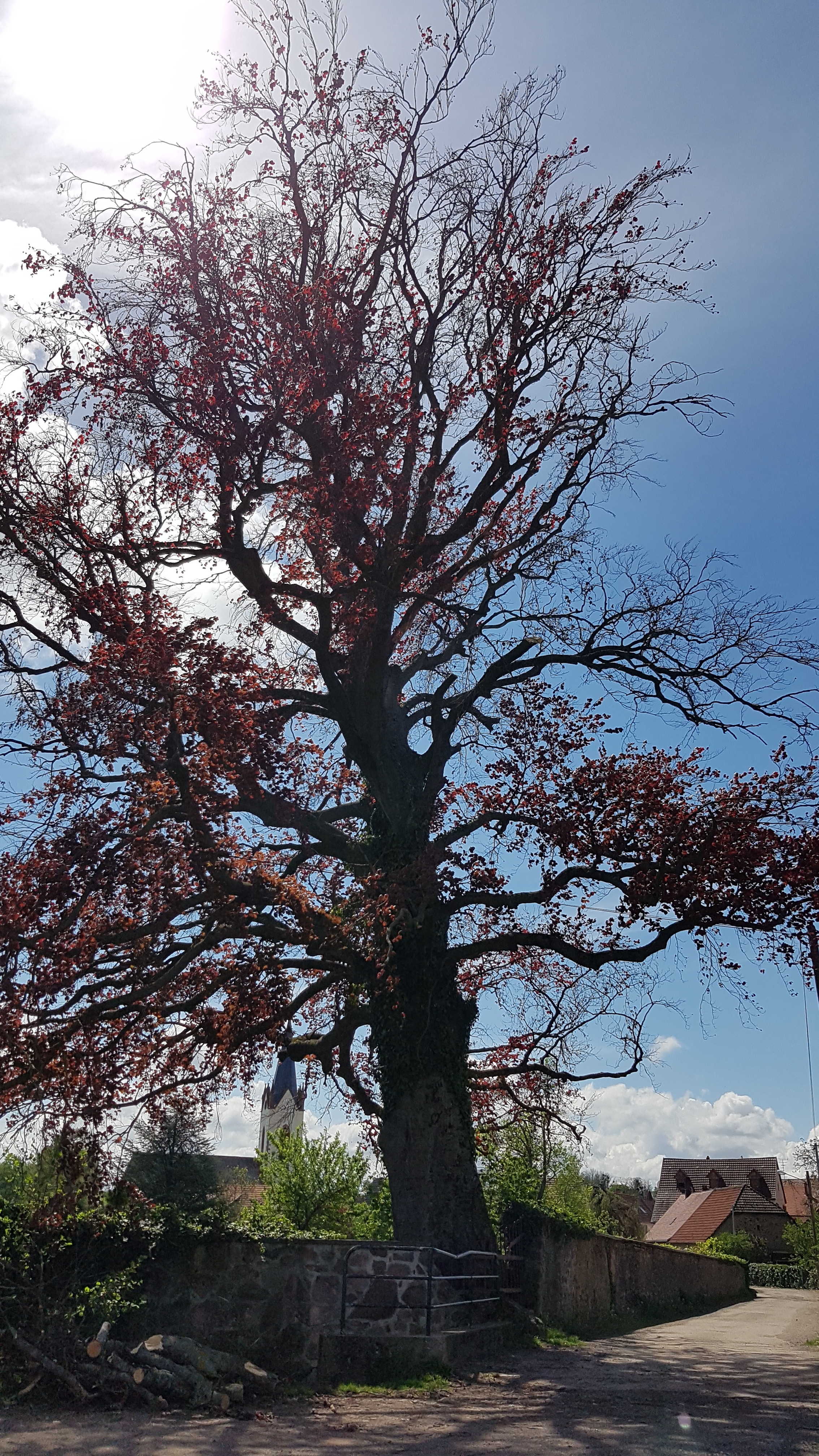
Hêtre pourpre (Fagus sylvatica f. purpurea), classé « arbre remarquable », planté vers 1810 par les Pépinières Baumann de Bollwiller, propriétaires du château de Hartmannswiller.

Les pépinières Baumann, fondées vers 1740 à Bollwiller dans le Haut-Rhin, sont parmi les doyens des établissements horticoles français. Elles cessent leur activité en 1992.

## Histoire
Les pépinières Baumann sont, au milieu du XVIIIe siècle, la principale activité économique de Bollwiller. Elles connaissent leur plus grande expansion au début du XIXe sous la direction de Joseph-Bernard (25 mai 1775 - 30 août 1859) et d'Augustin Baumann (23 avril 1779 - 21 juin 1867). Leurs noms figurent parmi les souscripteurs de plusieurs livres de botanique français et de nombreuses variétés ont été créées par eux ou nommées en leur hommage comme la pomme Reinette Baumann. En 1858, les Pépinières Baumann cultivaient par exemple plus de 150 variétés différentes de pommiers.

### Les ancêtres jardiniers
Contrairement à ce qui a pu être écrit, le début de l'épopée des pépinières ne commence pas au XVIIe siècle. Jean Baumann arrive vers 1731 à Bollwiller pour y devenir le jardinier du château de Bollwiller appartenant à la famille de Rosen.
En 1774, le fils cadet de Jean Baumann, François-Joseph, hérite de la propriété Baumann. 

### Les frères Baumann
Fils de François-Joseph Baumann, Joseph-Bernard Baumann devient, à quatorze ans, jardinier du comte-margrave de Bade, à Karlsruhe, sous la direction de Schweykert. Il étudie au Collège de Montbéliard où il reçoit des leçons de Cuvier. Il est employé comme jardinier dans diverses villes d'Allemagne, notamment à Potsdam, puis chez les imprimeurs Decker de Berlin, et chez la duchesse Dorothée de Courlande. En 1796, il s'installe à Löbichau où il épouse Sarah Hughes. Il a été dit à plusieurs reprises qu'elle serait la fille illégitime et suivante de Madame de Courlande et de John Hughes (de Londres), le 31 octobre 1797. Cette affirmation est inexacte. 
Joseph-Bernard quitte Loebichau en 1801 pour s'associer à Augustin. Ils cultivent camélias, rhododendrons, roses, azalées et arbres ornementaux.
En 1810, Augustin épouse à Wattwiller Jeanne-Madeleine-Thomasine Hillenmeyer avec laquelle il aura sept enfants.
Joseph-Bernard devient maire de Bollwiller (1808-1815) et négocie avec les Allemands en 1814-1815, recevant dans sa maison le prince de Schwartzenburg et les archiducs Jean et Joseph d'Autriche.

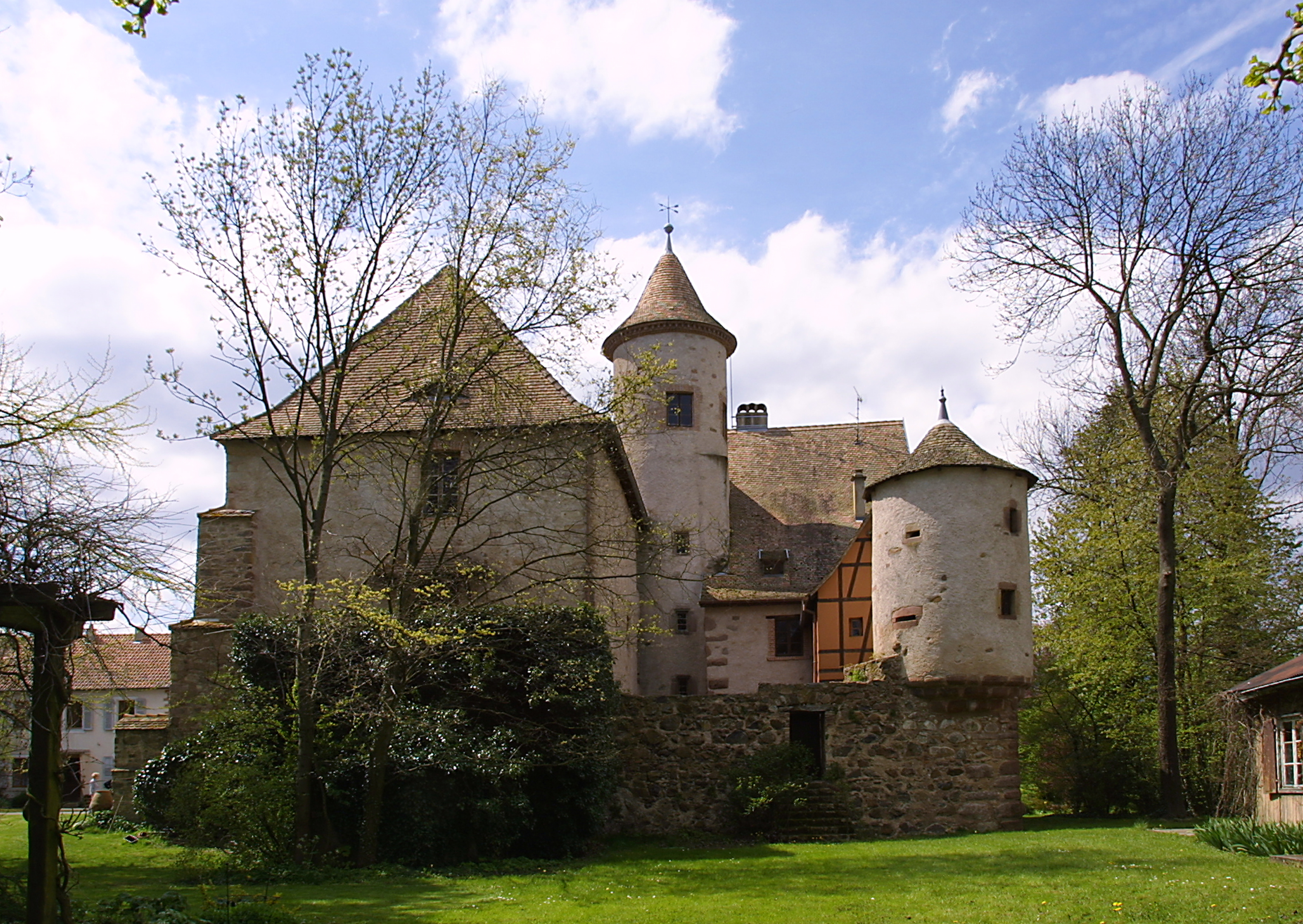
Château de Hartmannswiller

Il achète à Voyer d'Argenson plusieurs hectares de sa propriété de Bollwiller et, sur la commune voisine, il achète des terres à Hartmannswiller, y compris le château en 1808 que les Baumann font reconstruire.

### Descendance
Le fils de Joseph-Bernard, Charles-Joseph-Alexandre (31 octobre 1798 à Löbichau - 22 octobre 1841), horticulteur est auteur d'un livre sur les camélias.
Son petit-fils Eugène-Achille (12 janvier 1817 - 2 octobre 1869 à Rahway) s'installe en Amérique, où il contribue à la création des plans de Central Park à New York.
L'une des filles d'Augustin Baumann, Constantine, épouse Louis-Joseph-Théodore Zurcher, un industriel du textile, qui achète à la famille Voyé d'Argenson le château de Bollwiller. 
En 1854, les terres d'Eugène sont rachetées par le mari d'Adèle-Mathilde, fille de Joseph-Bernard née à Bollwiller, qui a épousé en 1849, à Hartmannswiller, François-Emmanuel Gay de Lausanne.

## Hommage
Le Begonia baumannii est dédié à Émile Napoléon Baumann, à qui le récolteur, Dr Sacc, avait envoyé les premières graines trouvées en Bolivie.